# Espesor y forma de la capa límite térmica

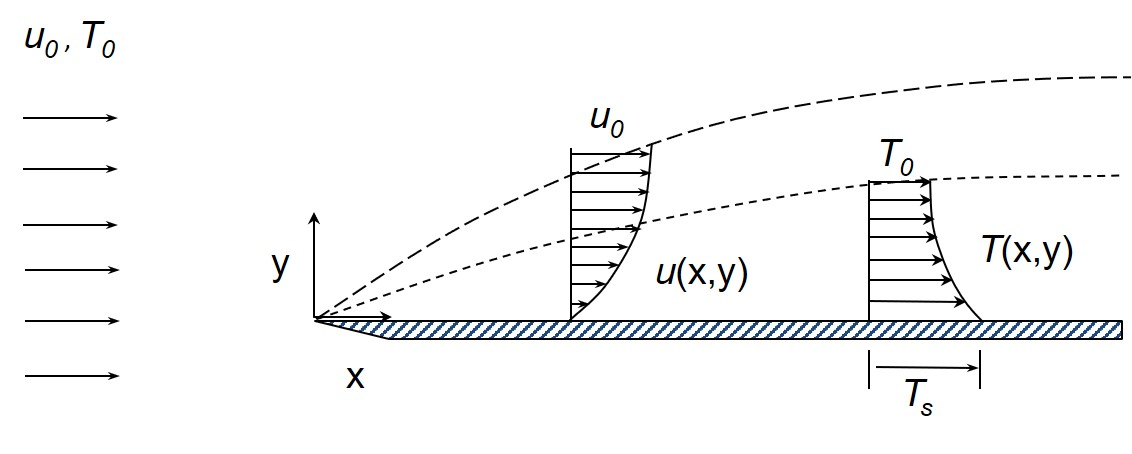
Dibujo esquemático que representa el flujo de un fluido sobre una placa plana calentada.

Esta página describe algunos parámetros utilizados para caracterizar las propiedades de la capa límite térmica formada por un fluido calentado (o enfriado) que se mueve a lo largo de una pared calentada (o enfriada).  En muchos aspectos, la descripción de la capa límite térmica es paralela a la descripción de la capa límite de velocidad (momento) conceptualizada por primera vez por Ludwig Prandtl. Consideremos un fluido de temperatura uniforme {\displaystyle T_{o}} y velocidad {\displaystyle u_{o}} que incide sobre una placa estacionaria uniformemente calentada a una temperatura {\displaystyle T_{s}}.  Supongamos que el flujo y la placa son semi-infinitos en la dirección positiva/negativa perpendicular al plano {\displaystyle x-y}.  A medida que el fluido fluye a lo largo de la pared, el fluido en la superficie de la pared satisface una  condición de contorno de no deslizamiento y tiene velocidad cero, pero a medida que se aleja de la pared, la velocidad del flujo se aproxima asintóticamente a la velocidad de la corriente libre {\displaystyle u_{0}}.  La temperatura en la pared sólida es {\displaystyle T_{s}} y cambia gradualmente a {\displaystyle T_{o}} a medida que uno se acerca a la corriente libre del fluido.  Es imposible definir un punto nítido en el que el fluido de la capa límite térmica o el fluido de la capa límite de velocidad se convierten en la corriente libre, pero estas capas tienen un espesor característico bien definido dado por {\displaystyle \delta _{T}} y {\displaystyle \delta _{v}}.  Los parámetros siguientes proporcionan una definición útil de este espesor característico y medible para la capa límite térmica.  También se incluyen en esta descripción de la capa límite algunos parámetros útiles para describir la forma de la capa límite térmica.

## 99% de espesor de la capa límite térmica
El espesor térmico de la capa límite, {\displaystyle \delta _{T}}, es la distancia a través de una capa límite desde la pared hasta un punto donde la temperatura del flujo ha alcanzado esencialmente la temperatura de la 'corriente libre', {\displaystyle T_{0}}.  Esta distancia se define normal a la pared en la dirección {\displaystyle y}.  El espesor de la capa límite térmica se define habitualmente como el punto de la capa límite, {\displaystyle y_{99}}, donde la temperatura {\displaystyle T(x,y)} alcanza el 99% del valor de la corriente libre {\displaystyle T_{0}}:
{\displaystyle \delta _{T}=y_{99}}   such that  {\displaystyle T(x,y_{99})} = 0.99 {\displaystyle T_{0}}
en una posición {\displaystyle x} a lo largo de la pared.  En un fluido real, esta cantidad puede estimarse midiendo el perfil de temperatura en una posición {\displaystyle x} a lo largo de la pared.  El perfil de temperatura es la temperatura en función de {\displaystyle y} en una posición {\displaystyle x} fija.
Para flujo laminar sobre una placa plana a incidencia cero, el espesor de la capa límite térmica viene dado por:
{\displaystyle \delta _{T}=\delta _{v}\mathrm {Pr} ^{-1/3}}
{\displaystyle \delta _{T}=5.0{\sqrt {{\nu x} \over u_{0}}}\mathrm {Pr} ^{-1/3}}
donde
{\displaystyle \mathrm {Pr} } es el Número de Prandtl
{\displaystyle \delta _{v}} es espesor de la capa límite de velocidad
{\displaystyle u_{0}} es la velocidad de la corriente libre
{\displaystyle x} es la distancia aguas abajo desde el inicio de la capa límite
{\displaystyle \nu } es la viscosidad cinemática
En el caso del flujo turbulento sobre una placa plana, el espesor de la capa límite térmica que se forma no viene determinado por la difusión térmica, sino que son las fluctuaciones aleatorias en la región exterior de la capa límite del fluido las que determinan el espesor de la capa límite térmica.  Por tanto, el espesor de la capa límite térmica para el flujo turbulento no depende del número de Prandtl, sino del número de Reynolds.  Por lo tanto, el espesor de la capa límite térmica turbulenta viene dado aproximadamente por la expresión del espesor de la capa límite de la velocidad turbulenta dada por:
{\displaystyle \delta _{T}\approx \delta \approx 0.37x/{\mathrm {Re} _{x}}^{1/5}}
donde
{\displaystyle {\mathrm {Re} _{x}}=u_{0}x/\nu } es el número de Reynolds
Esta fórmula del espesor de la capa límite turbulenta supone 1) que el flujo es turbulento desde el principio de la capa límite y 2) que la capa límite turbulenta se comporta de forma geométricamente similar (es decir, los perfiles de velocidad son geométricamente similares a lo largo del flujo en la dirección x, diferenciándose sólo por factores de estiramiento en {\displaystyle y} y {\displaystyle u(x,y)}).  Ninguna de estas suposiciones es cierta para el caso general de capa límite turbulenta, por lo que hay que tener cuidado al aplicar esta fórmula.

## Espesor del desplazamiento térmico
El espesor de desplazamiento térmico, {\displaystyle {\beta ^{*}}} puede considerarse como la diferencia entre un fluido real y un fluido hipotético con difusión térmica desactivada pero con velocidad {\displaystyle u_{0}} y temperatura {\displaystyle T_{0}}.  Sin difusión térmica, la caída de temperatura es brusca.  El espesor de desplazamiento térmico es la distancia que habría que desplazar la superficie hipotética del fluido en la dirección {\displaystyle y} para obtener la misma temperatura integrada que se produce entre la pared y el plano de referencia a {\displaystyle \delta _{T}} en el fluido real.  Es un análogo directo del espesor de desplazamiento de la velocidad que a menudo se describe en términos de un desplazamiento equivalente de un fluido no viscoso hipotético (véase Schlichting para el espesor de desplazamiento de la velocidad).
La definición del espesor de desplazamiento térmico para el flujo incompresible se basa en la integral de la temperatura reducida:
{\displaystyle {\beta ^{*}}=\int _{0}^{\infty }{\theta (x,y)\,\mathrm {d} y}}
donde la temperatura adimensional es {\displaystyle \theta (x,y)=(T(x,y)-T_{0})/(T_{s}-T_{0})}.  En un túnel de viento, los perfiles de velocidad y temperatura se obtienen midiendo la velocidad y la temperatura en muchos valores {\displaystyle y} discretos en una posición {\displaystyle x} fija.  El espesor de desplazamiento térmico puede entonces estimarse mediante integrando numéricamente el perfil de temperatura a escala.

## Método del momento
Un método relativamente nuevo para describir el espesor y la forma de la capa límite térmica utiliza el momento comúnmente utilizado para describir la distribución de probabilidad de una variable aleatoria.  El método de los momentos se desarrolló a partir de la observación de que el trazado de la segunda derivada del perfil térmico para el flujo laminar sobre una placa se parece mucho a una curva de distribución gaussiana. Resulta sencillo introducir el perfil térmico debidamente escalado en un núcleo integral adecuado.
Los momentos centrales del perfil térmico se definen como:
{\displaystyle {\xi _{n}}={1 \over \beta ^{*}}\int _{0}^{\infty }{(y-m_{T})^{n}\theta (x,y)\mathrm {d} y}}
donde la localización media, {\displaystyle m_{T}}, viene dada por: 
{\displaystyle m_{T}={1 \over \beta ^{*}}\int _{0}^{\infty }{y\theta (x,y)\mathrm {d} y}}
Es ventajoso incluir también descripciones de momentos de las derivadas del perfil de la capa límite con respecto a la altura sobre la pared.  Consideremos los momentos centrales de la primera derivada del perfil de temperatura dados por:
{\displaystyle {\epsilon _{n}}=\int _{0}^{\infty }{(y-{\beta ^{*}})^{n}{d\theta (x,y) \over dy}\mathrm {d} y}}
donde la localización media es el espesor de desplazamiento térmico {\displaystyle \beta ^{*}}.
Finalmente los momentos centrales del perfil de temperatura en segunda derivada vienen dados por:
{\displaystyle {\phi _{n}}=\mu _{T}\int _{0}^{\infty }{(y-{\mu _{T}})^{n}{d^{2}\theta (x,y) \over dy^{2}}.\mathrm {d} y}}
donde la localización media, {\displaystyle \mu _{T}}, viene dada por:
{\displaystyle {1 \over \mu _{T}}=-\left({\frac {d\theta (x,y)}{dy}}\right)_{y=0}}
Con los momentos y la ubicación media térmica definidos, el espesor y la forma de la capa límite pueden describirse en términos de la anchura de la capa límite térmica (varianza), asimetríaes térmicas y exceso térmico (exceso de curtosis).  Para la solución de Pohlhausen para flujo laminar en una placa plana calentada, se encuentra que el espesor de la capa límite térmica definida como {\displaystyle \delta _{T}=m_{T}+4\sigma _{T}} donde {\displaystyle \sigma _{T}=\xi _{2}^{1/2}}, sigue muy bien el espesor del 99%.
Para el flujo laminar, los tres casos de momentos diferentes dan valores similares para el espesor de la capa límite térmica.  Para el flujo turbulento, la capa límite térmica se puede dividir en una región cerca de la pared donde la difusión térmica es importante y una región exterior donde los efectos de difusión térmica son en su mayoría ausentes.  Tomando como referencia la ecuación de balance de energía de la capa límite, los momentos de la capa límite en segunda derivada, {\displaystyle {\phi _{n}}} rastrean el espesor y la forma de la porción de la capa límite térmica donde la difusividad térmica {\displaystyle {\phi _{n}}} es mayor. {\displaystyle {\alpha }} es significativa.  Por lo tanto, el método de momentos permite rastrear y cuantificar la región donde la difusividad térmica es importante utilizando momentos {\displaystyle {\phi _{n}}} mientras que la capa límite térmica global se rastrea utilizando momentos {\displaystyle {\epsilon _{n}}} y {\displaystyle {\xi _{n}}}.
El cálculo de los momentos derivados sin necesidad de tomar derivadas se simplifica utilizando integración por partes para reducir los momentos a simples integrales basadas en el kernel de espesor de desplazamiento térmico:
{\displaystyle {k_{n}}=\int _{0}^{\infty }{y^{n}\theta (x,y)\,\mathrm {d} y}}
Esto significa que la segunda derivada asimetría, por ejemplo, se puede calcular como:
{\displaystyle \gamma _{T}=\phi _{3}/\phi _{2}^{3/2}=(2\mu _{T}^{3}-6\beta ^{*}\mu _{T}^{2}+6\mu _{T}k_{1})/(-\mu _{T}^{2}+2\mu _{T}\beta ^{*})^{3/2}}